# Luigi Serafini (artista)
Luigi Serafini (Roma, 4 agosto 1949) è un artista, architetto e designer italiano.
È noto a livello internazionale per le sue opere stranianti e misteriose, come il Codex Seraphinianus (1981).

## Biografia

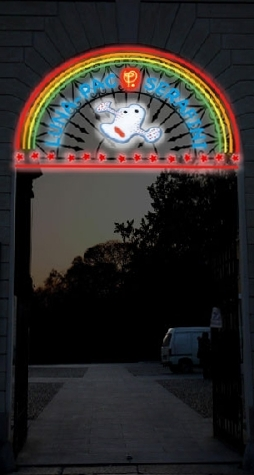
LUNA-PAC Serafini,Neon colorato, 2007

### Studi, viaggi e nascita delCodex
Figlio di Luciana Vincenti e Aldo Serafini, ingegnere elettrotecnico, antenati paterni marchigiani, cresce nei pressi di Piazza di Spagna a Roma e trascorre le estati della sua infanzia nella casa di famiglia a Pedaso (Fermo) sul mare Adriatico. Le Marche, Pedaso e l'Adriatico avranno una notevole influenza sul suo percorso artistico successivo, anche per la frequentazione di zii e cugini nella Villa Passari, ricca di opere d'arte. Studia al Collegio Nazareno dei Padri Scolopi e nel 1977 si laurea in architettura all'Università degli Studi di Roma "La Sapienza".
Durante il periodo universitario collabora con Maurizio Sacripanti e Luigi Pellegrin. Nel 1971 viaggia attraverso gli Stati Uniti con sacco a pelo e Rolleiflex e si ferma a lavorare da Paolo Soleri presso la nascente Arcosanti; nel 1972 scende fino a Babilonia, lungo l'Eufrate; nel 1973 visita l'Africa equatoriale e il fiume Congo. Nel 1976, rientrato a Roma, inizia il Codex, una catalogazione enciclopedica scientifica dell'intero universo totalmente immaginaria: oltre mille disegni con testi che sono segni calligrafici indecifrabili, una Scrittura asemica ideata dallo stesso autore. Lo ultima nel 1978, dopo aver usato le ventun tavole di disegni architettonici per la sua tesi di laurea.
Nel 1980 incontra John Cage e disegna la locandina per Variation 3, performance realizzata in Piazza Sant' Ignazio a Roma con il gruppo La Gaia Scienza (Teatro), Assessore alla Cultura Renato Nicolini. In quel periodo inizia la sua frequentazione e amicizia con Giordano Falzoni, che Serafini considera suo “mentore”.
Del Codex Serafini non intende fare una mostra: “Volevo portare in libreria un libro che fosse in grado di rendere tutti analfabeti, e quindi tutti potenziali lettori: un libro che doveva creare una sorta di analfabetismo universale. Tutti stanno di fronte al Codex come dei bambini …la mia fissazione era quella… di creare una specie di alieno all'interno di una libreria e non dentro una galleria d'arte…”.
Verso la fine della stesura del Codex, tra il 1977 e il 1978, intuisce che l'editore ideale sarebbe potuto essere Franco Maria Ricci, raffinato bibliofilo e collezionista d'arte. Lo incontra a Milano e per il testo introduttivo viene contattato Roland Barthes: “Il primo che…si interessò al Codex fu Roland Barthes che conosceva Franco Maria Ricci per via di Parigi. Barthes fu informato del Codex e voleva scrivere lui un testo…Poi sfortunatamente ebbe l'incidente mortale a Parigi…”.
È il 1981 quando Franco Maria Ricci pubblica in due volumi la prima edizione del Codex Seraphinianus con allegato il frontespizio L'editore al lettore in cui Ricci scrive: nel Codex “…si rispecchiano una scienza e un mondo insieme simili e dissimili dai nostri, come voci di una stessa declinazione. Questo foglio volante non vuole essere una introduzione, ma una sorta di bolla d'accompagnamento. Bene farà dunque il lettore a stracciarla, evitando così di contaminare con il morbo alfabetico le meraviglie mute dell'Orbis Pictus Seraphinianus”. Sul Codex Italo Calvino  scrive il testo Orbis pictus pubblicato sul primo numero della rivista FMR nel marzo 1982 poi incluso con il titolo L'Enciclopedia di un visionario nella raccolta "Collezione di sabbia". La prima presentazione ufficiale avviene nel 1981 con una mostra di alcune tavole del Codex a Palazzo Grassi, Venezia, curata da Vittorio Sgarbi, con il contributo di Fondazione Venezia Nostra: “Serafini ha inventato un Universo parallelo, regolato da sue leggi interne, rigorose e infallibili…tutto ciò è espresso attraverso tavole didattiche illustrate e commentate in un lingua inventata ma non inesistente, se esiste un universo pronto ad accoglierla”.
Sul quotidiano La Stampa così ne scrive Federico Zeri: “Come definire quest'opera?.. Vi ritroviamo (allo stato di antecedenti) Arcimboldi e Bosch, le «macchine inutili» di Munari, i « Templi dell'Uovo » di Fabrizio Clerici, Gaudí, oltre che la letteratura di fantascienza, le alchimie verbali di Jules Laforgue, lo sfrenato meccanismo, di paradossaIe astrattezza, di Raymond Roussel, il surreale giuoco di metamorfosi di Alberto Savinio, e molte cose ancora.”
Seguono altre edizioni di Ricci in inglese, francese e spagnolo, introdotte dal testo di Calvino, fino a quando, venticinque anni dopo la prima uscita, nel 2006 il libro viene pubblicato da Rizzoli con l'inserimento in tasca di un libretto Decodex che non aiuta a decifrare la scrittura bensì raccoglie testi e interventi critici sul Codex. Rizzoli ne fa diverse riedizioni inclusa quella del quarantesimo nel 2021, ampliata con nuove tavole e nuovo Decodex. Il Codex Seraphinianus è stato inoltre d'ispirazione fin dal 1986 per il coreografo francese Philippe Decouflé, autore delle cerimonie d'apertura dei XVI Giochi olimpici invernali di Albertville nel 1992 in Francia.

### Pulcinellopedia e altri libri d'arte
Nel 1982 partecipa a Venezia al Carnevale Napoli e Venezia con una grande maschera di Pulcinella. “Il Martedì Grasso del 1982 una grande testa pulcinellesca veniva portata in trionfo in gondola sul Canal Grande. Opera di Luigi Serafini, era stata commissionata dal direttore della Biennale teatro, Maurizio Scaparro, per festeggiare la rinascita del Carnevale di Venezia."
Nel 1984 pubblica Pulcinellopedia (piccola) per la casa editrice Longanesi, un libro concepito come suite di disegni a matita e brevi testi, dedicato interamente alla maschera di Pulcinella.
Scrive Arianna Paragallo: “… passando dall'inconscio personale del Codex a quello collettivo di Pulcinella, Serafini tratteggia con la matita una storia in più parti, in nove scene. Anche il Pulcinella di Serafini è senza tempo anzi, gioca con il tempo. … Gli gnocchi che costituivano lo stendardo del Pulcinella veneziano di fine Settecento si trasformano nel Pulcinella napoletano di Serafini negli spaghetti al pomodoro.” Giorgio Manganelli lo recensisce sul Corriere della Sera: “Essendo mito, questo Pulcinella è atemporale, continuamente nasce e muore… è un disegno delicatamente inquietante, ci mostra un Pulcinella che si appresta a rubare la clessidra della morte; perché fantasma immortale, Pulcinella è insieme stolto e sapiente, è eroe e vigliacco, forse l'unico eroe umanamente possibile». Uscito dal catalogo Longanesi, nel 2016 lo ripubblica Rizzoli con il titolo Pulcinellopaedia Seraphiniana.
Per il sessantesimo della Bur Biblioteca Universale Rizzoli nel 2009, a Serafini viene chiesto di collaborare alla riedizione speciale di un libro della storica collana. Sceglie le Histoires Naturelles (Storie naturali) di Jules Renard e lo interpreta creando un erbario chimerico al computer, un mondo botanico abitato da alberi, piante mutanti e foglie immaginarie, un “controcanto” alle storie scritte dall'autore francese. Il libro di Renard era uscito per la prima volta in Francia nel 1896 e poi nel 1899 con illustrazioni di Henri de Toulouse-Lautrec su fauna e flora. “Serafini, anche in questo caso, interpreta il testo di partenza a modo proprio: se i bozzetti descrittivi del «cacciatore di immagini» e i disegni di Lautrec si concentravano soprattutto sulla fauna delle campagne della Borgogna, le illustrazioni dell'artista novecentesco catalizzano l'attenzione del lettore sull'insolita flora. Nelle Storie Naturali serafiniane sono le piante, classificate con denominazione pseudolatina, ad essere al centro della scena più della fauna che le abita”. Il libro è anche un'occasione per raccontare la sua personale relazione con Pedaso e le Marche.
Nel 2015, ancora per Rizzoli, pubblica Il Coniglio d'oro, piccolo trattato di antropocunicologia con disegni suoi e didascalie in alfabeto illeggibile, testi e ricette di Daniela Trasatti.

### Design, scenografia, grafica
Oltre a essere pittore, scultore, ceramista e illustratore dei suoi sogni, Serafini è anche designer, scenografo e grafico. A Milano negli anni ottanta conosce Alessandro Mendini e Ettore Sottsass, entrando così in contatto con i movimenti di avanguardia del design di quel periodo, come Studio Alchimia e Memphis. Nel 1981 è nel gruppo di lavoro de Il Mobile Infinito (Mendini e Alchimia) e partecipa alla prima collezione Memphis con lo specchio autoportante Sheraton. In seguito realizza oggetti di produzione ma sempre alterando gli archetipi di riferimento, come le sedie Suspiral e Santa per Sawaya & Moroni o i vetri e le lampade per Artemide.
Nel 1984-85 progetta la “Casa del dottor Fausto” a Civitanova Marche, per la quale disegna tutto, arredi e suppellettili inclusi. Tra la fine anni ottanta e inizio anni novanta partecipa a diverse edizioni degli eventi collaterali curati da Ugo La Pietra per la fiera Abitare il Tempo a Verona realizzando con gli artigiani vetri, sculture, oggetti e mobili, tra i quali l'armadio Curvàdio per l'installazione La stanza del CoroGuardaroba.
Nel 1990 crea la prima locandina per il film di Federico Fellini La voce della Luna, con Roberto Benigni e Paolo Villaggio. Nel 1991 è autore di scene, costumi e luci per il balletto Jazz Calendar di Frederick Ashton al Teatro alla Scala. Nel 1992 collabora con la Rai e su Rai 1 progetta la scenografia del programma Ci vediamo alle 10. Nel 1993 inventa e realizza la sigla del documentario in 6 puntate di Enzo Biagi sulla Lunga marcia di Mao. Nel 1994, sempre per Raiuno ridisegna la sigla del programma Linea verde.

### Pittura, installazioni e mostre
Negli anni novanta si dedica intensamente alla pittura, olii su tela coloratissimi, spiazzanti, ironici, ai confini tra il simbolico e l'assurdo, quadri che a volte riprendono e reinventano il mondo del Codex, altre no, sfuggendo alle categorie usuali della critica e del mercato dell'arte che Serafini considera una “tirannia”.
Nel 1998 tiene alla Fondazione Mudima di Milano una mostra personale intitolata Il Teatro della Pittura curata da Achille Bonito Oliva, che ha come colonna sonora una composizione di Danny Elfman realizzata per l'occasione.. Nell'introduzione al catalogo Bonito Oliva scrive: “ L'immaginario collettivo diventa il filtro paradossale da cui l'artista spia il linguaggio, dove sembra abbandonare la sua personale visione per adottare invece i segni espliciti, al limite del kitsch, di un museo plateale e telematico che raccoglie tutti gli stili senza limitazioni cronologiche e geografiche”.
Nel 1999 partecipa alla XIII Quadriennale di Roma "Proiezioni Duemila. Lo spazio delle arti visive nella civiltà multimediale” ed è finalista per la miglior scenografia al Premio Ubu con "Materiali per una tragedia tedesca" di Antonio Tarantino (drammaturgo), prodotto dal Piccolo Teatro di Milano. Nel 2002 realizza Geometrindi e Matematindi, un grande tondo dipinto per la Sala Consiglio del Dipartimento di Matematica Francesco Brioschi del Politecnico di Milano.
Nel 2003, all'uscita della stazione Materdei della nuova Metropolitana di Napoli, progettata da Alessandro Mendini per il programma Stazioni dell'Arte voluto dal Comune, Serafini realizza una grande scultura in bronzo policromo, Carpe Diem, preceduta da una pavimentazione con bassorilievi in poliestere colorato, Paradiso Pedestre. Sempre nel 2003 partecipa alla mostra "La nuova scena artistica italiana" nel contesto della Cinquantesima Biennale d'Arte di Venezia, sezione “Clandestini”. Nel 2005 prende parte con l'installazione Gomitaly alla mostra “Sul filo della lana”, curata da Philippe Daverio al Museo del Territorio Biellese a Biella e in altre due sedi periferiche di lanifici industriali dismessi, la fabbrica Pria e la fabbrica Ruota.
La prima grande rassegna personale sulla sua produzione artistica si tiene nel 2007 (11 maggio -17 giugno) al PAC Padiglione d'Arte Contemporanea di Milano con il titolo Luna-Pac Serafini, Una mostra ontologica: dai grandi olii su tela a disegni per il Codex, dalle elaborazioni digitali di antichi dipinti classici con stravolgimenti serafiniani alle sculture e alle installazioni. Tra queste ultime   Lady C (2005), la “donna carota”, che riproposta all'Expo 2015 di Milano ha fatto scandalo. La mostra al PAC riscuote un grande successo di pubblico con quasi 11.000 visitatori in poco più di trenta giorni.
Per il progetto “Arte Bregaglia 2008” (5 luglio-21 settembre) realizza l'installazione frontaliera in legno policromo Balançoires sans Frontières (Altalene senza Frontiere) a Castasegna, lungo il confine italo-elvetico, dopo Chiavenna e sulla strada per St. Moritz. La struttura permette di dondolarsi tra le due Nazioni confinanti e recentemente è stata acquisita dal Comune svizzero. Nel 2010 è invitato da Philippe Daverio a progettare un carro per la Festa di santa Rosalia che si tiene ogni anno a luglio a Palermo; il carro non viene realizzato ma il modello in scala è donato a Papa Benedetto XVI in occasione della sua visita alla città nell'ottobre dello stesso anno. Sempre nel 2010 la Galleria LipanjePuntin di Roma organizza la mostra Serafini – Serafhaus mentre in Luigi Serafini Storie Naturali la Fondazione d'arte contemporanea Mudima di Milano espone le tavole dei disegni per il libro di Renard.
Dopo aver prima rifiutato, nel 2011 partecipa alla Cinquantaquattresima Biennale d'Arte nel Padiglione Italia all'Arsenale di Venezia, curato da Vittorio Sgarbi, con un provocatorio olio su tela dal titolo EX VOTO – Propter finem Berlusconiani principatus.  Per la nuova edizione Rizzoli del Codex Seraphinianus, nel 2014 l'Università Cattolica del Sacro Cuore di Milano organizza il convegno accademico "Codex Seraphinianus: una cura per l'immaginazione".
Nel 2016 è insignito a Parigi del titolo Satrape Transcendant del "Collège de Pataphysique" - Collegio della Patafisica - nome creato da Alfred Jarry. Tra gli italiani che lo hanno preceduto in questa carica simbolica: Renato Mucci, Enrico Baj, Umberto Eco, Dario Fo, Edoardo Sanguineti. In omaggio a Jarry, per la rappresentazione di Ubu Re al Teatro Argentina di Roma con regia di Fabio Cherstich, nel 2021 crea scene, costumi e collabora all'allestimento.
Nel 2019 espone venti tavole del Codex alla XVI Biennale di Istanbul The Seventh Continent, edizione curata da Nicolas Bourriaud. ”Il Settimo Continente, nelle intenzioni del curatore, è l'isola di immondizia che attraversa l'Oceano Pacifico, uno Stato fluttuante di 3.4 milioni di chilometri quadrati e pesante 7 milioni di tonnellate di plastica colorata e consumata."
Dal 2020 a inizio 2024 intensifica le mostre personali e collettive in Italia e all'estero. Tra queste: in Francia al CRAC, Centre Régional d'Art Contemporain di Séte, Luigi Serafini: Sur terre et sur mer avec le Codex Seraphinianus, curata da Marie de Brugerolle nel contesto Reverse Universe per affrontare  “la questione dell'ibridazione di corpi e di forme, così come il passaggio delle frontiere, la loro trasgressione fisica, geografica, linguistica o culturale”. Espone poi in Gran Bretagna alla Colnaghi Gallery di Londra; in Svizzera a Le Centre d'Art Contemporain di Ginevra; al MAXXI di Roma; al Museo di Roma in Trastevere. Nel biennio 2023 e 2024, per il centenario della nascita di Italo Calvino, tavole del Codex sono esposte nelle mostre Favoloso Calvino. Il mondo come opera d'arte. Carpaccio, de Chirico, Gnoli, Melotti e gli altri (Scuderie del Quirinale, Roma, 13 ottobre 2023 - 4 febbraio 2024) e Calvino Cantafavole (Palazzo Ducale (Genova) 15 ottobre 2023-7 aprile 2024).
Al Macro Museo di arte contemporanea (Roma) nel 2024 si è tenuta la personale Luigi Serafini Una casa ontologica curata da Luca Lo Pinto, nella quale l'artista, unitamente ad altre opere, ha creato una scenografia che rappresenta gli interni della sua casa-atelier di Roma, a pochi passi dal Pantheon, nella quale vive e lavora dal 1987. Nel corso degli anni, oltre a collocarvi molti suoi lavori, l'ha trasformata con interventi d'arredo, cromatici e pittorici fino a farla diventare a sua volta un'opera d'arte, una casa-museo, che oggi corre il rischio di sparire per un problema di sfratto da parte della proprietà.
Sempre nel 2024 il Mart Museo d'arte moderna e contemporanea di Trento e Rovereto gli ha dedicato l'esposizione Il Sogno di Luigi Serafini che unitamente al catalogo rappresenta la più ampia mostra personale con approfondimenti antologici finora realizzata. Da un'idea di Vittorio Sgarbi e curata da Andrea Cortellessa, Denis Isaia e Pietro Nocita, l'esposizione ha presentato tutto il lavoro dell'artista - a partire dal Codex fino alla ricostruzione in 3D dell'intera casa-studio di Roma eseguita da un gruppo di dottorandi dell'Università IUAV di Venezia-, mettendolo in relazione con la mostra parallela Surrealismi. Da De Chirico a Gaetano Pesce.  Scrive Vittorio Sgarbi nella prefazione al catalogo: “I surrealismi vanno dunque da de Chirico e Savinio, al suo ultimo erede e testimone che è Serafini. Questo è il racconto di cinquant'anni di Surrealismo rimosso, e qui comincia la storia di un uomo che ha vissuto un sogno senza fine: il suo che però è diventato un patrimonio comune al mondo intero”. Il catalogo, uscito a posteriori, documenta la mostra, l'allestimento e raccoglie un apparato di saggi di diversi autori.
Nella sua eclettica attività, Serafini ha anche pubblicato racconti con Fandango, Bompiani, Archinto, nonché articoli su numerosi quotidiani italiani e collaborato con programmi di Rai Radio 3.